# Youssouf
Youssouf, Yousouf, Youssef, Yūsuf, Yusuf et Youcef sont des variantes de la retranscription du prénom arabe يوسف, correspondant à Joseph dans la Bible.

## Personnalités

### Religion
- le prophète Joseph fils de Jacob (en arabe : يعقوب), dont le prénom est le titre de la sourate numéro 12 du Coran
- Youssef al-Qaradâwî (né en 1926), religieux qatarien

### Hommes politiques
- Youssouf Saleh Abbas (?), homme politique tchadien
- Abdullahi Yusuf Ahmed (1934-2012), homme politique somalien
- Youssouf Bakayoko (1943-), homme politique ivoirien
- Youssouf Raza Gilani (1952-), homme politique pakistanais
- Youssouf Ouédraogo (1952-), homme politique burkinabé
- Youssouf Togoïmi (1953-2002), homme politique tchadien

### Souverains
- Yusuf Ibn Abi'l-Saj (mort en 928), émir d'Azerbaïdjan
- Yusuf Ier  de Grenade (1318-1354), émir nasride

### Sportifs
- Youssouf Falikou Fofana (né en 1966), footballeur ivoirien
- Youssouf Hadji (né en 1980), footballeur marocain
- Youssouf Hersi (né en 1982), footballeur néerlandais
- Youssouf Mulumbu (né en 1987), footballeur congolais
- Youssouf Touré (né en 1986), footballeur français
- Youssef Msakni (né en 1990), footballeur tunisien

### Militaires
- Yusuf, pseudonyme de Joseph Vantini, général français, surnommé le général Youssouf, créateur des premiers spahis.

### Littérature
- Youssouf Amine Elalamy (né en 1961), écrivain marocain
- Yusuf Kadel (né en 1970), poète et dramaturge mauricien
- Bibi Bakare-Yusuf (née en 1970), éditrice nigériane.

### Autres
- Youssouf Tata Cissé (1935-2013), ethnologue malien

## Patronyme
Youssouf ou Yusuf est un nom de famille  notamment porté par :

- Bendjaloud Youssouf (1994-), footballeur comorien
- Bibi Bakare-Yusuf (1970-), éditrice nigériane ;
- Faruk Yusuf (2004-), handballeur nigérian ;
- Fathia Youssouf (2006-), actrice française
- Ibroihim Youssouf (1994-), footballeur comorien
- Kara Youssouf (mort en 1419), souverain turcoman
- Mahamoud Ali Youssouf (1965-), homme politique djiboutien
- Mohammad Youssouf, peintre d'illustrations à part et de miniatures persanes qui fut actif à Ispahan en 1636 et 1656
- Mohamed Youssouf (1988-), footballeur comorien
- Mogni Youssouf (1985-), footballeur comorien
- Nurbani Yusuf (1939-2015), actrice et femme politique indonésienne
- Zaydou Youssouf (1999-), footballeur français

## Toponyme
- Bahr Youssouf, canal du Nil